# Phasia africana
Phasia africana är en tvåvingeart som beskrevs av Sun 2003. Phasia africana ingår i släktet Phasia och familjen parasitflugor. Inga underarter finns listade i Catalogue of Life.